# Theodor Busse
Theodor Busse, nemški general, * 15. december 1897, † 21. oktober 1986.